# Adelophryne adiastola
Adelophryne adiastola é uma espécie de anfíbio da família Eleutherodactylidae. Pode ser encontrada na bacia amazônica, na Colômbia, Peru, Equador e Brasil.